# Salicornia
Salicornia es un género de plantas suculentas, halófitas (tolerante a sales),  que crecen en saladares, en playas y en manglares.  Las especies de Salicornia son nativas de Estados Unidos y de Europa.

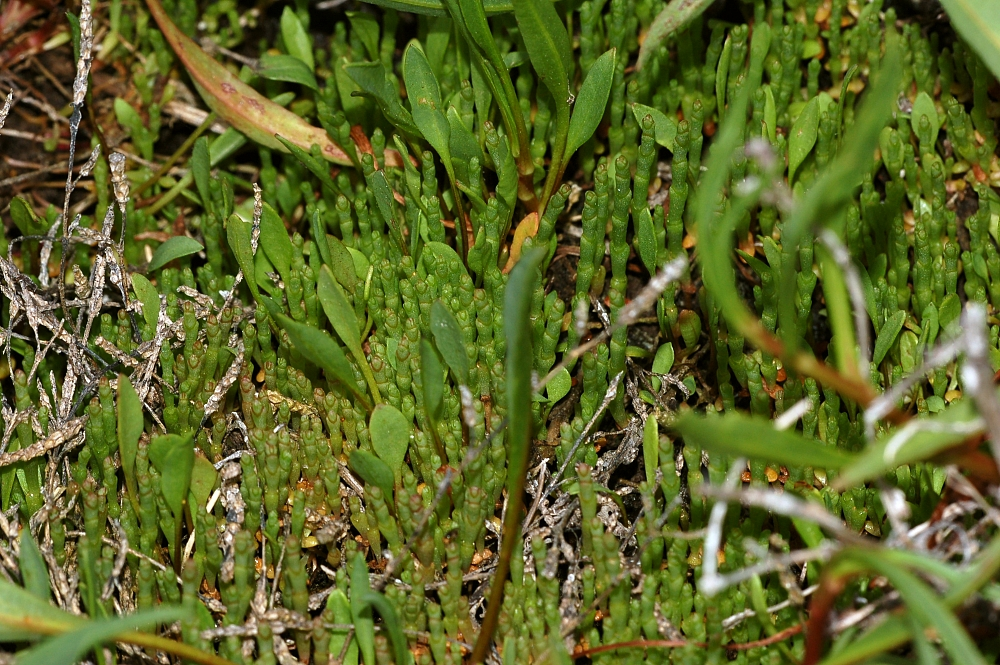
Salicornia ramosissima

## Botánica
Las especies de Salicornia son pequeñas, usualmente menores a 3 dm de altura, herbáceas suculentas con un tallo horizontal y ramas laterales erectas. Hojas pequeñas y escamosas, aparentando la planta no tener hojas. Muchas especies son verdes, pero su follaje torna a rojo en otoño. Las flores hermafroditas son polinizadas por viento,  fruto pequeño,  suculento, contiene una sola semilla.
Las especies pueden tolerar generalmente inmersión en agua salada. Usan la vía de C4 para absorber dióxido de carbono, de la atmósfera. Es una vía más eficiente para la fotosíntesis.
Las especies de Salicornia son alimento para larvas de algunas especies de  Lepidoptera:  Coleophora C. atriplicis,  C. salicorniae (ésta come exclusivamente Salicornia spp).

## Taxonomía
El género fue descrito por Carlos Linneo y publicado en Species Plantarum 1: 3–4. 1753. La especie tipo es: Salicornia europaea L.
Etimología
Salicornia: nombre genérico de origen latino de salis = "sal" y cornu = "cuerno", el segundo se refiere a los brotes extremos con frecuencia curvados como un cuerno.

## Especies
Cerca de 60 especies han sido propuestas para Salicornia.
- Salicornia acetaria Pall.
- Salicornia ambigua Michx.
- Salicornia bigelovii Torr.
- Salicornia blackeana Ulbr.
- Salicornia equisetifola Willd. ex Moq.
- Salicornia europaea L. - alacranera de las marismas, polluelo, pollo.[5]
- Salicornia fruticosa (L.) A.J.Scott
- Salicornia maritima S.L.Wolff & Jefferies
- Salicornia perennis Mill. (ver Sarcocornia perennis)
- Salicornia veneta Pignatti & Lausi
- Salicornia robusta F.Muell.
- Salicornia virginica Nutt.

## Culinarias

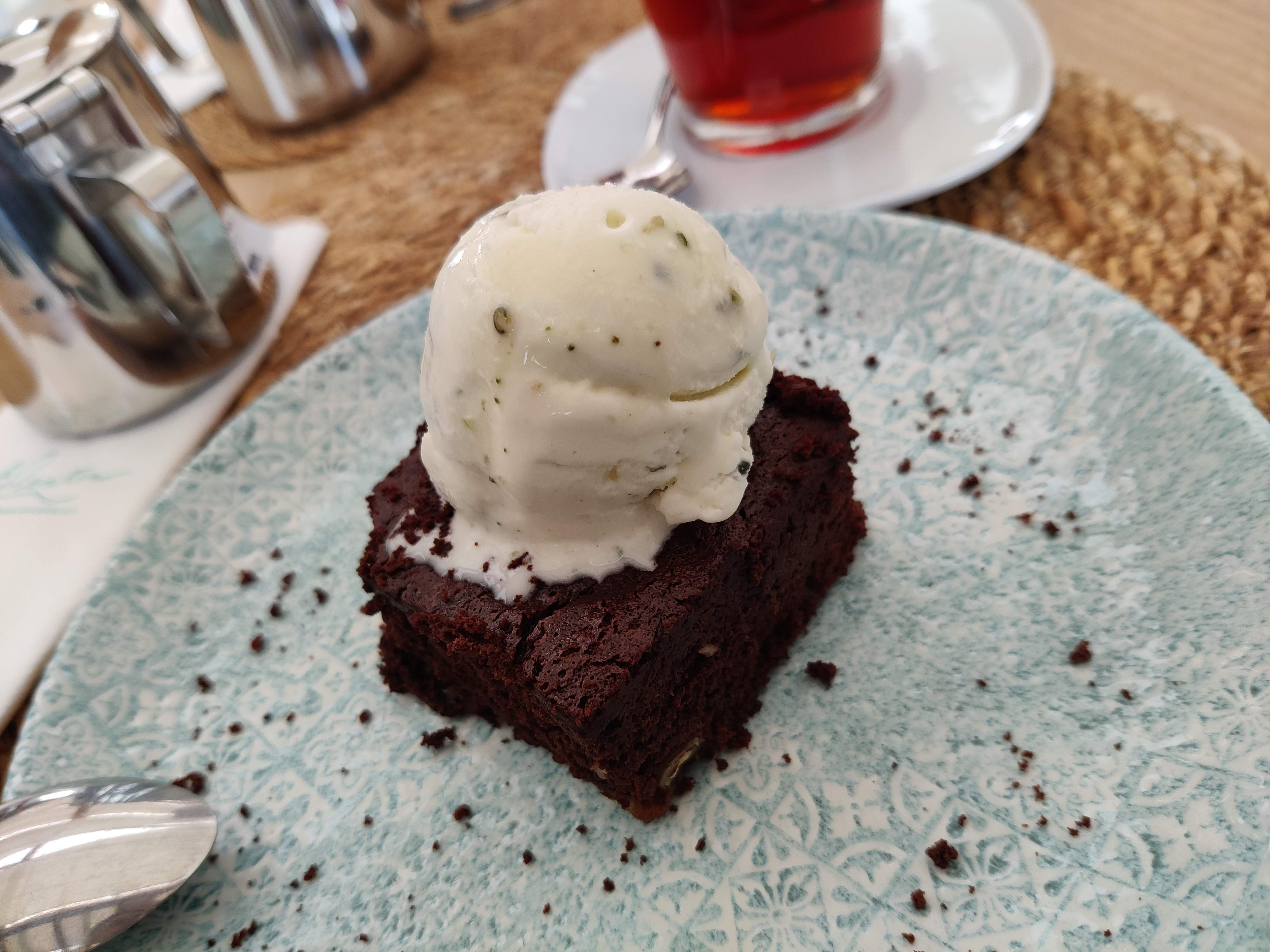
Helado con salicornia

Salicornia europaea es altamente comestible, tanto cocida como cruda. En Inglaterra es una de las varias spp. de samphire; ese término es una corrupción del nombre francés:  herbe de Saint-Pierre, "hierba de San Pedro." En EE. UU. esta sp. comestible se conoce como  granos del mar.
Además de Salicornia europaea, las semillas de Salicornia bigelovii dan un aceite comestible; aunque contiene saponinas, tóxicas bajo ciertas condiciones.

## Uso industrial

### Histórico
Las cenizas de estas plantas han sido fuente de soda  (principalmente carbonato de sodio) para la industria del  vidrio, y cosmética (jabón y champú).

### Actualidad
El  aceite que se obtiene de la salicornia usado como combustible, es tan potente que sirve para generar energía similar a la turbosina, usada en la industria aeronáutica, y para las máquinas industriales. Sin embargo es un 80% más limpio, por lo que es una fuente de energía orgánica importante para reducir las emisiones de dióxido de carbono en las industrias y la aeronáutica.
El aceite de salicornia es un ejemplo de energía renovable, ya que la planta puede cultivarse en espacios desérticos y agua de mar, por lo que causa un bajo impacto en la agricultura alimentaria, al no reducir el factor de producción a tierra destinadas a la alimentación.

## Nombres comunes
Entre sus Nombres comunes se hallan:
Hierba salada, chamizo, espárrago de mar, alacranera, alacranera de las marismas, hierba de cristal, hierba del jabón, lechuguinas,  pollo, polluelo,  polluelo ramososo, salicor pollo.